# Johann Eberhard Jungblut

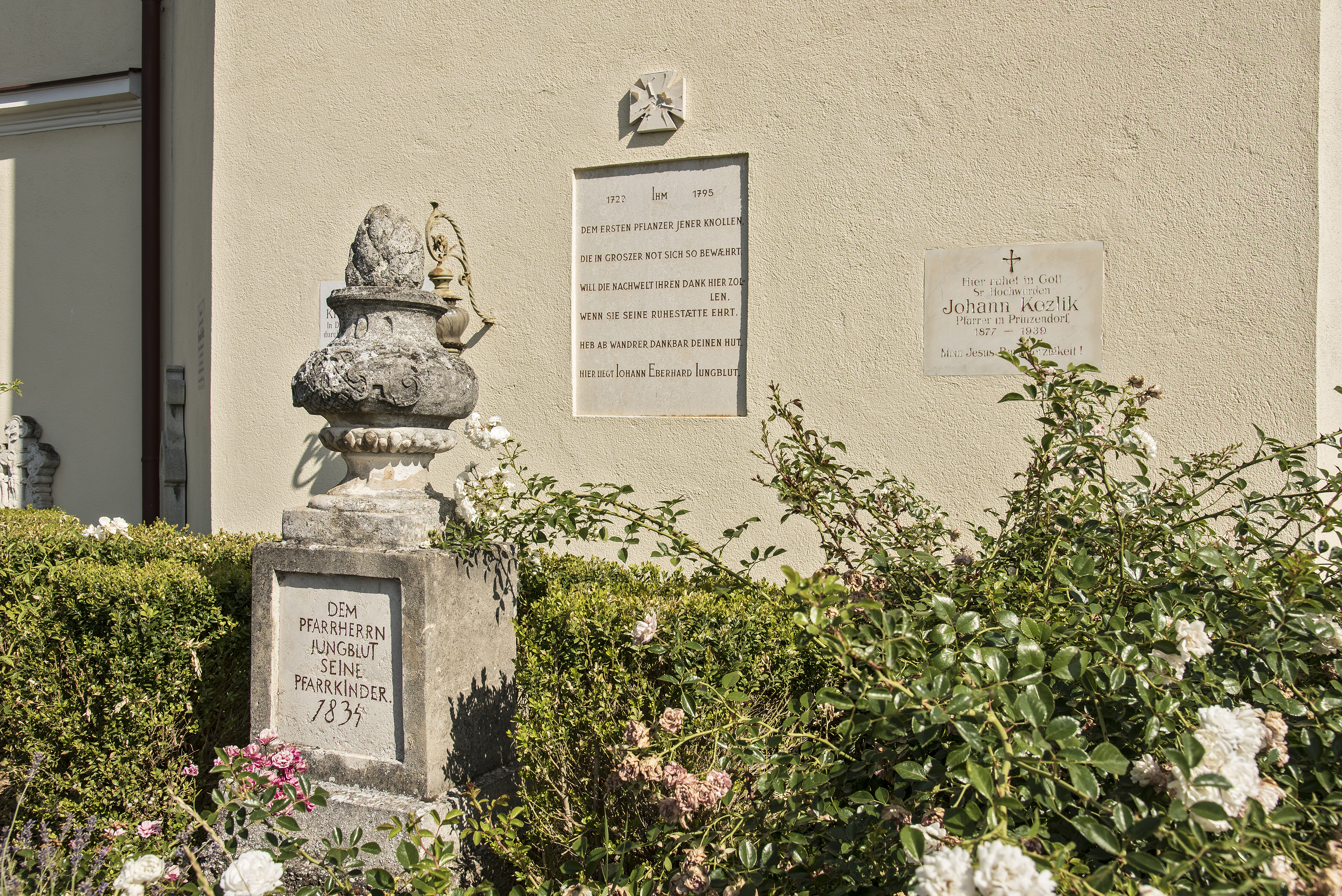
Denkmal Johann Eberhard Jungblut in Prinzendorf

Johann Eberhard Jungblut (* 18. Oktober 1722 in Luxemburg; † 7. Juli 1795 in Prinzendorf an der Zaya) war ein katholischer Geistlicher, der im nördlichen Weinviertel (Niederösterreich) wirkte.

## Leben
Jungblut studierte in Trier, er empfing seine Priesterweihe im Jahre 1757 in Gorizia, einer damals zu Österreich gehörenden italienischen Stadt. 1759 fand er eine Anstellung als Kooperator (Kaplan) in Wilfersdorf (Niederösterreich), 1760  wurde er Pfarrer im benachbarten Prinzendorf an der Zaya. Laut anderen Quellen wäre Jungblut in den Jahren 1758 und/bis 1760 Kooperator in Wilfersdorf gewesen; nach Prinzendorf wäre er erst 1761 gekommen. Einig ist man sich darüber, dass er 1761 die Kartoffel in Prinzendorf eingeführt und somit den Anstoß zu deren Anbau in Niederösterreich geliefert hat.
Die Knollen sollen aus seiner Heimat gestammt haben. Das damalige Herzogtum Luxemburg war Teil der Österreichischen Niederlande, so dass Jungblut fälschlicherweise als „Holländer“ in die lokale Geschichte eingegangen ist. Seine Bemühungen um die Einbürgerung und Verbreitung der Kartoffel brachten ihm den Beinamen „Erdäpfelpfarrer“ ein.
Sein Amtsnachfolger Pfarrer Franz Xaver Elsner ließ ihm zu Ehren im Jahre 1834 an der Rückseite der Pfarrkirche ein Denkmal errichten mit folgender Inschrift:
Ihm

dem ersten Pflanzer jener Knollen,

die in großer Not sich so bewährt,

will die Nachwelt ihren Dank hier zollen,

wenn sie seine Ruhestätte ehrt.

Heb ab Wanderer dankbar deinen Hut.

Hier liegt Johann Eberhart Jungblut.
Das 1973 gegründete Prinzendorfer Erdäpfelmuseum bemüht sich, mit einer Dauerausstellung das Gedenken an den „Erdäpfelpfarrer“ wach zu halten.